# Jönköpings OK
Jönköpings OK är en orienteringsklubb i Norrahammar, strax utanför Jönköping.
På klubbens program står tävling och träning i orientering, skidorientering samt längdskidåkning.
Klubben består idag av de två tidigare klubbarna Jönköpings OK och OK Berget, som gick samman 2007. Vid samgåendet beslutades att den gemensamma klubben skulle heta Jönköpings Orienteringsklubb, i vardagslag JOK, och att Sörgården skulle bli hemvist för klubben.
Klubben har drygt 500 medlemmar, varav över 20% är ungdomar och 40% kvinnor (2008).

## Tävlingar
I Barnarp arrangerade JOK 1964 SM-natt. I samma område gick 1979 den första landskampen i nattorientering mellan Sverige och Norge. I Hovslätt genomförde klubben 1984 Student-VM i orientering. OK Berget genomförde under flera år Bergakavlen. 
Smålandskavlen har föreningen arrangerat flera gånger. Första gången 1975 vid Jära folkhögskola nära Malmbäck. OK Berget hade 1987 tävlingen vid Sörgården, ett samarrangemang med Hovslätts IK. Åren 2000 och 2002 genomförde JOK Smålandskavlen tillsammans med IKHP och Tenhults SOK. Tillsammans svarade de tre klubbarna också för två etapper på O-ringen 2005 vid Åsa by. Vid detta arrangemang ansvarade OK Berget för precisionsorienteringen vid samtliga fem etapper. 
Klubben arrangerar vanligen två orienteringstävlingar per år - Baurnatta på våren samt Bauertrampet på hösten eller annat större arrangemang. 

## Historia
Jönköpings OK bildades 1938 av ett gäng entusiastiska ungdomar. Redan året därpå tillkom JOK-stugan vid Hällstorpsdammen nära Barnarp, som genom åren byggdes ut till en modern fritidsanläggning.
OK Berget bildades på ett stormöte i Taberg 1979. Fem år senare var klubbens anläggning Sörgården vid Åsabadet i Norrahammar klar. 
År 1963 framställde JOK en av landets allra första klubbritade tävlingskartor med höjdkurvor. Speciellt under senare år har klubben haft en omfattande egen produktion av orienteringskartor. 
OK Berget utsågs 1983 till Årets orienteringsklubb och två år senare blev belöningen Klubben med distriktets bästa ungdomsbredd. 1985 blev det en seger vid Skol-SM och samma år vann man stafetten Lämmeltåget.